# Серии дивизионов
Серии дивизионов (англ. Division Series) - четвертьфинальный раунд плей-офф Главной Лиги Бейсбола. Ежегодно в каждой из лиг (Американской и Национальной) проводятся по две серии дивизионов, по итогам которых определяются участники Чемпионских Серий Лиг.

## 1981
Впервые Серии дивизионов были проведены в сезоне 1981. По ходу турнира возникла пауза по причине забастовки игроков, которая длилась с 12 июня по 31 июля. В результате сезон был разделен на 2 примерно равные части.
Для определения победителей дивизионов, которые должны были принять участие в Чемпионских сериях лиг, было принято решение провести дополнительный раунд, в котором между собой встретились победители дивизионов первой и второй части сезона.
Примечательно, что Цинциннати Редс вообще не попали в плей-офф, хотя имели лучшие суммарные (по итогам обеих половин) показатели среди всех команд МЛБ (в каждой из частей сезона команда заняла второе место в дивизионе).

## 1993—1994
Учитывая, что 3 из 4 серий 1981 года прошли в упорной (потребовались все 5 матчей) борьбе и вызвали большой интерес, 1993 году было принято решение проводить Серии дивизионов на постоянной основе.
Первоначально предложенный формат предполагал проведение игр между победителями дивизионов "Запад" с командами, занявшими вторые места в дивизионах "Восток", и наоборот.
Однако позднее было решено изменить структуру каждой лиги: команды были разделены на три дивизиона. Таким образом, в плей-офф от каждой лиги выходило три победителя дивизиона. Также одно место уайлд-кард получала лучшая из оставшихся команд лиги. Данный формат проведения турнира должен был быть впервые применен в сезоне 1994 года. Однако в результате забастовки, продлившейся несколько месяцев, весь сезон был аннулирован. Впервые новый формат был использован в сезоне 1995.

## 1995—1997
За все время своего существования Серии дивизионов проводились до 3 побед (максимум 5 игр). Однако порядок проведения игр и правила получения преимущества дополнительной домашней игры были изменены в сезоне 1998.
Первоначально формат серии был 2-3 (2 домашние/гостевые игры, затем три гостевые/домашние). Преимущество дополнительной домашней игры на основе ежегодной ротации предоставлялось двум дивизионам. Представитель третьего дивизиона, а также обладатель уайлд-кард начинали серию двумя домашними играми и заканчивали тремя (при необходимости) гостевыми. Таким образом, с одной стороны, эти команды не имели возможность выиграть серию в домашнем матче, с другой гарантированно проводили все (2) домашние игры независимо от длины серии. Аналогичная ситуация была при проведении Чемпионских Серий Лиг в 1969-1984 годах.

## 1998—2011
С сезона 1998 были определены новые правила посева, которые определяли преимущество дополнительного домашнего матча. Победители дивизионов автоматически получают 1-3 места посева в соответствии с показателями в регулярном сезоне. Команда, получившая уайлд-кард (WC), получает 4-й посев вне зависимости от результатов регулярного сезона (т.е. даже если ее результат лучше, чем у победителя другого дивизиона).  Команды, имеющие более высокий посев, получают преимущество дополнительной домашней игры. В случае, если 1-й и 4-й посев имеют команды одного дивизиона, состав серий таков: 1-3 и 2-4. В противном случае: 1-4 и 2-3. 
Был определен новый порядок проведения игр 2-2-1. В результате команды, имеющие в паре более высокий посев, начинают серию двумя домашними играми. Пятая игра (если она необходима) также проводится на поле "сеянной" команды.

## 2012 — настоящее время
С сезона 2012 введены новые изменения: добавлено второе место уайлд-кард. Команды, получившие уайлд-кард, проводят между собой одну игру (на поле команды, занявшей 4-е место в лиге). Победитель этой игры получает право участвовать в Серии дивизионов, где встречается с командой, имеющей 1-й посев (независимо от того, какой дивизион она представляет).
В сезоне 2012 в силу особенностей календаря был использован формат 2-3.
С сезона 2013 используется ранее принятый формат 2-2-1.